# Agness Mazala
Agness Mazala (* 23. November 1998) ist eine sambische Leichtathletin.

## Sportliche Laufbahn
Erste Erfahrungen bei internationalen Meisterschaften sammelte Agness Mazala bei den Afrikaspielen 2019 in Rabat, bei denen sie im 100-Meter-Lauf mit 12,15 s in der ersten Runde ausschied und mit der sambischen 4-mal-100-Meter-Staffel in 47,16 s Rang sieben belegte.

## Persönliche Bestzeiten
- 100 Meter: 12,05 s (+0,3 m/s), 23. März 2019 in Lusaka
- Weitsprung: 5,89 m (+1,6 m/s), 10. Februar 2018 in Ndola (sambischer Rekord)